# Teddy als Filmoperateur
Teddy als Filmoperateur ist eine deutsche Filmkomödie von 1914 innerhalb der Stummfilmreihe Teddy. Hauptdarsteller ist Paul Heidemann. 

## Handlung
Teddy filmt seinen zukünftigen Schwiegervater bei einem Seitensprung. Konfrontiert mit diesen Aufnahmen, gibt er notgedrungen seine Einwilligung zur Hochzeit seiner Tochter mit Teddy. 

## Hintergrund
Der Stummfilm hat eine Länge von 260 Metern, das entspricht ca. 14 Minuten. Produziert wurde der Film unter der Nummer 1687 von Literaria Film, die Verleihfirma war Hilar(e) Film (auch:Helar Film, Frankreich). Teddy als Filmoperateur wurde von der Polizei unter der Nummer 14.10 mit einem Jugendverbot belegt.